# Andropogon
Genre
Classification phylogénétique
Andropogon (communément appelé aux États-Unis broomsedge, c'est-à-dire « paille à balai ») est un genre de plantes herbacées de la famille des Poaceae. Elle peut atteindre une hauteur de 1,50 m et l'on tire de sa tige un colorant ocre.
Plusieurs de ses espèces sont en danger, comme Andropogon benthamianus, Andropogon bentii, Andropogon lanuginosus et Andropogon scabriglumis.

## Liste d'espèces
- Andropogon abyssinicus R.Br. ex Fresen.
- Andropogon amboinicus (L.) Merr.
- Andropogon amethystinus Steud.
- Andropogon appendiculatus Nees
- Andropogon benthamianus Steud.
- Andropogon bentii Stapf
- Andropogon bicornis L.
- Andropogon cabanisii Hack.
- Andropogon campestris Trin.
- Andropogon campii Swallen
- Andropogon canaliculatus Schumach.
- Andropogon chinensis (Nees) Merr.
- Andropogon chrysostachyus Steud.
- Andropogon consanguineus Kunth
- Andropogon distachyos L.
- Andropogon eucomus Nees
- Andropogon fastigiatus Sw.
- Andropogon gabonensis Stapf
- Andropogon gayanus Kunth
- Andropogon gerardii Vitman
- Andropogon glomeratus (Walter) Britton et al.
- Andropogon gyrans Ashe
- Andropogon hallii Hack.
- Andropogon huillensis Rendle
- Andropogon inermis Steud.
- Andropogon lanuginosus Kunth
- Andropogon lateralis Nees
- Andropogon lawsonii Hook.f.
- Andropogon leucostachyus Kunth
- Andropogon liebmannii Hack.
- Andropogon lividus Thwaites
- Andropogon munroi C.B.Clarke
- Andropogon murinus (G.Forst.) Steud.
- Andropogon paniculatus Lam.
- Andropogon pseudapricus Stapf
- Andropogon pumilus Roxb.
- Andropogon pusillus Hook.f.
- Andropogon scabriglumis Swallen
- Andropogon schirensis Hochst. ex A.Rich.
- Andropogon schottii Rupr. ex Hack.
- Andropogon selloanus (Hack.) Hack.
- Andropogon shimadae Ohwi
- Andropogon tectorum Schumach. & Thonn.
- Andropogon tenuiberbis Munro ex Hack.
- Andropogon ternarius Michx.
- Andropogon ternatus (Spreng.) Nees
- Andropogon tracyi Nash
- Andropogon virgatus Desv. ex Ham.
- Andropogon virginicus L. (envahissant en Nouvelle-Calédonie[2])